# 南布蘭奇鎮區 (密歇根州韋克斯福德縣)
南布蘭奇鎮區（英語：South Branch Township）是位於美國密歇根州韋克斯福德縣的一個行政鎮區。

## 地方資料
南布蘭奇鎮區的面積為93.37平方千米，當中陸地面積為93.32平方千米，而水域面積為0.05平方千米。根據2020年美國人口普查的數據，當地共有人口348人，而人口密度為每平方千米3.73人。